# Lev Vinken
Lev Vinken (Amsterdam, 2000) is een Nederlands professioneel gamer.

## Carrière
Vinken is sinds april 2017 competitief gamer. Hij tekende op 20 april 2017 voor ECV eSports. Van ECV stapte hij over naar Bundled en sinds oktober 2017 komt Vinken ook namens Sparta Rotterdam uit in de E-Divisie. In september 2017 tekende hij een contract bij AFC Ajax. In december 2018 werd bekend dat Vinken Ajax had verruild voor de eSports-organisatie Faze Clan. In het seizoen 2019/20 kwam Vinken weer uit in de eDivisie voor Heracles Almelo als teamgenoot van Bryan Hessing.

## Prestaties
- 1e plaats Ziggo eBattle: The Qualifier[3]
- 1e plaats 2vs2 toernooi Dutch Comic Con Utrecht 2017
- 2e plaats Electronic Sports World Cup 2017 - FIFA 18 PS4